# الحمراء (وادي النطرون)
قرية الحمراء هي إحدى القرى التابعة لمركز وادى النطرون في محافظة البحيرة في جمهورية مصر العربية. حسب إحصاءات سنة 2006، بلغ إجمالي السكان في الحمراء 1816 نسمة، منهم 893 رجل و923 امرأة.

## معرض الصور

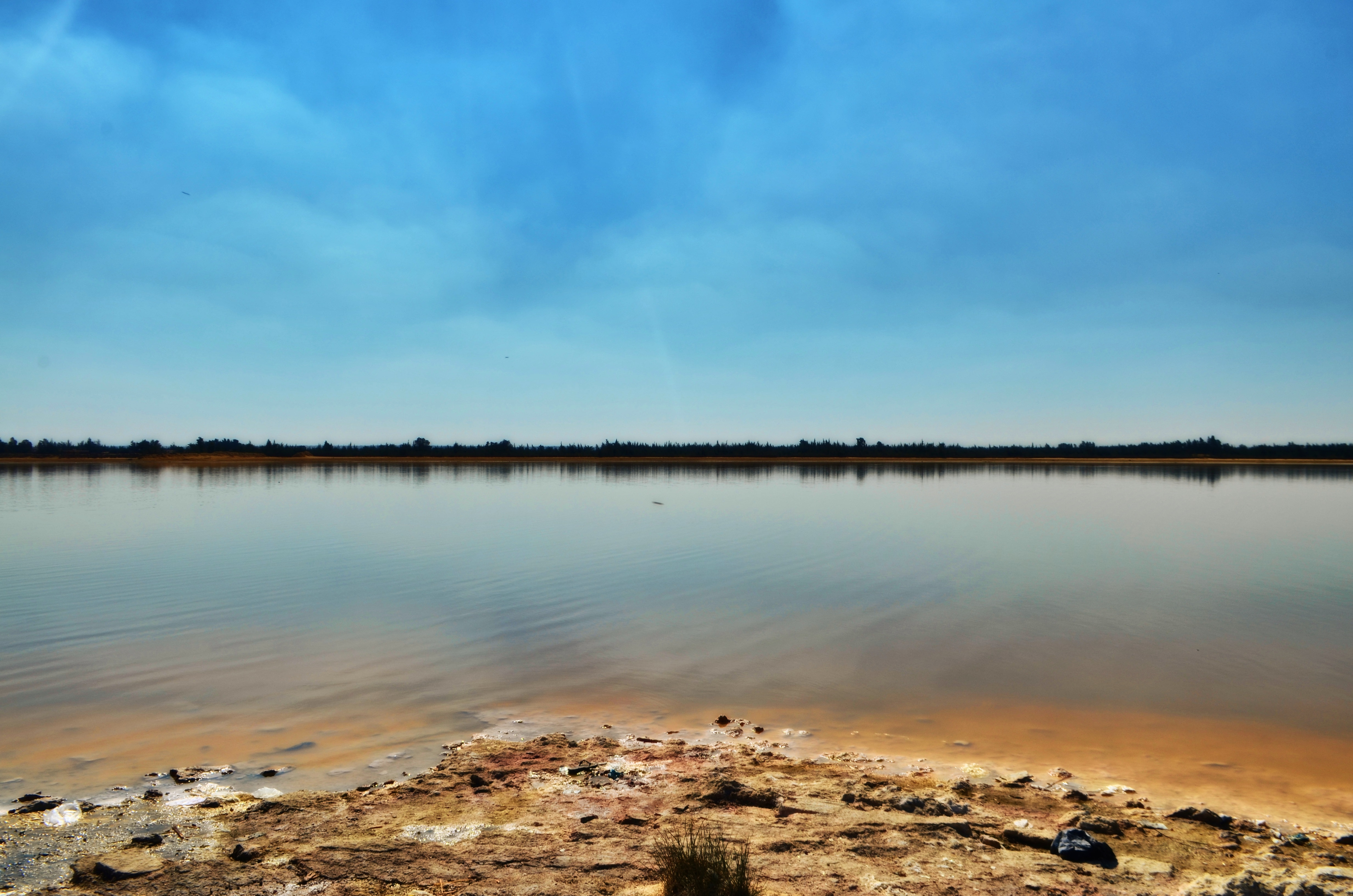
بحيرة نبع الحمراء.
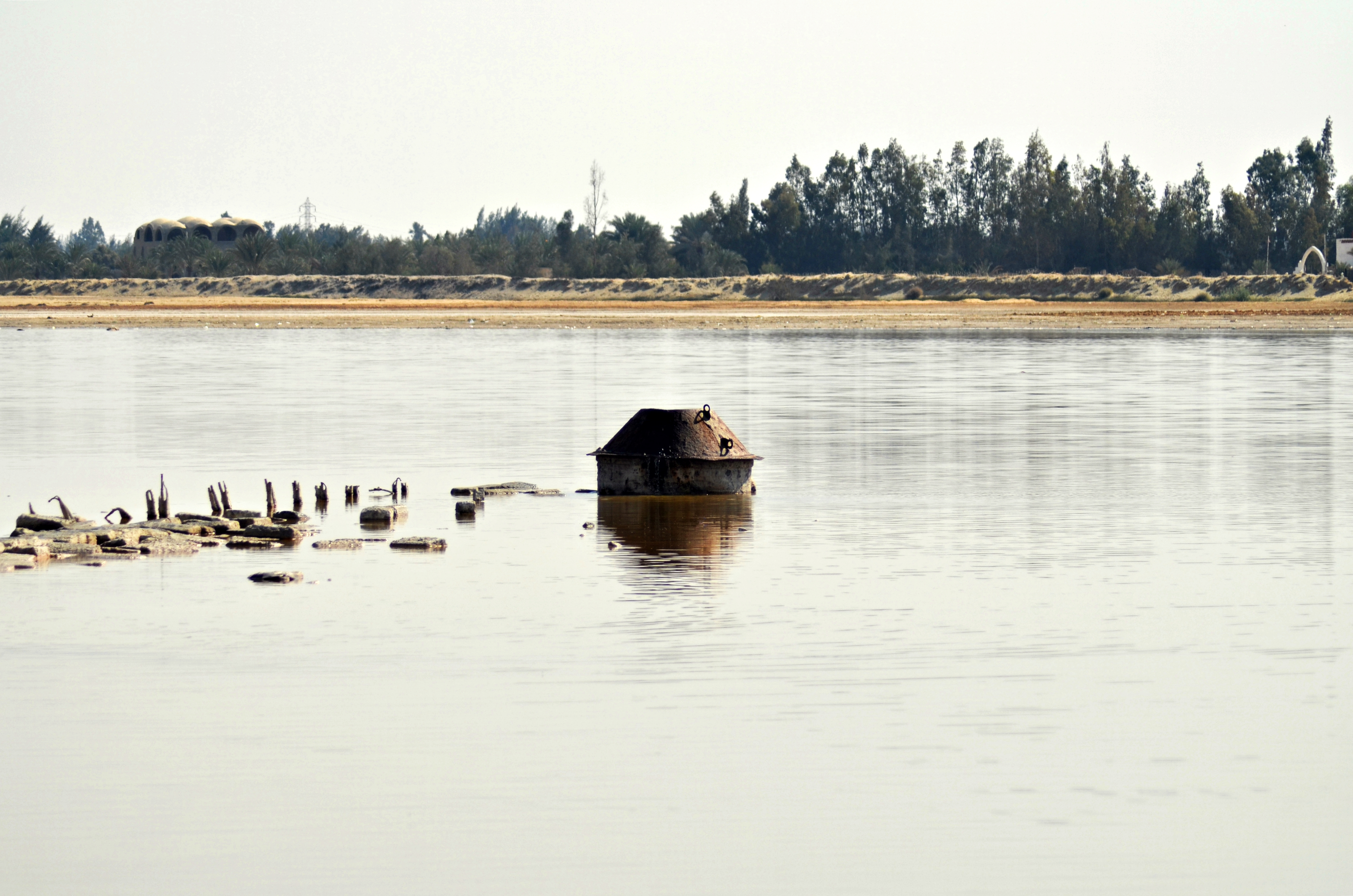
نبع مريم بالبحيرة.